# Belšak, Koroška
Belšak (nem.:  Weißenstein ) je trška občina in trško naselje v Spodnji Dravski dolini v okraju Beljak-dežela na avstrijskem Koroškem z 2.946 prebivalci (stanje na 1. januar 2023). 

## Geografija

### Geografska lega
Območje občine Belšak leži v Spodnji Dravski dolini severozahodno nad  Beljakom.  Območje občine sega od dna doline proti jugu v Ziljske Alpe in proti severu v  Nockberge. Najvišja točka je vrh Schwandnock s 1517  metrov nadmorske višine na severu, na jugu pa le okrog 502  metrov nad morjem pri toku reke Drave pod Gummernom.
Občina Belšak je ena največjih rudarskih občini v Avstriji in se nahaja v osrčju Koroške. Na vzhodu meji na občino Beljak, na jugu na občino Plajberk pri Beljaku, na zahodu na občino Špatrjan ter na severu na občini Breze (nem.:  Fresach) in Trebinja (nem.:  Treffen ).

### Občinska struktura
Občino sestavljajo štiri katastrske občine, in sicer Kelerberg  (nem.: Kellerberg), Bukovje (nem.: Puch), Toplice (nem.: Töplitsch) in Belšak. Območje občine obsega naslednjih dvanajst krajev (število prebivalcev v oklepaju na dan 1. 1. 2023  (v oklepaju nemška imena in število prebivalcev, stanje 31. oktober 2011):
| - Gummern (93) - Kelerberg (nem.: Kellerberg) (132) - Lansach (196) - Lauen (16) - Bukovje (nem.: Puch) (623) - Stadelbach (423) - Stuben (123) - Toplice (nem.: Töplitsch) (467) - Tscheuritsch (75) - Uggowitz (22) - Belšak (nem.: Weißenstein ) (619) - Weißenbach (157) |

## Zgodovina
Zaradi regionalnih jezikovnih posebnosti in iz tega izhajajočega črkovanja je bil Belšak (nem.: Weißenstein) prvič omenjen kot Wizinstein. Skozi stoletja je postal Wizzinstain, Wayßnstain, Weißnstein Weissenstain in končno današnji Weißenstein.
Bukovje (nem.: Puch) se v listinah prvič omenja leta 878. Grad Wizinstein se prvič omenja leta 1085 kot last škofije Briksen. Nahaja se severozahodno od Beljaka na levem bregu Drave nad krajem Belšak (Weißenstein). V ljudskem jeziku se ruševine pogosto imenujejo "Heidenschloss". Prvi imensko zapisani lastnik tega gradu je bil Hartruth I. iz Wizenst(ein)a. Sporno je, ali sta bila grad Heidenschloss in Wizzenstein ena in ista zgradba. 4. maja 1201 je grad Belšak, tako kot številne druge gornjekoroške gradove in cerkve, porušil močan potres z žariščem v Liesertalu. Med leti 1214 in 1216 so se vitezi iz Belšaka bojevali proti Ortenburžanom, ki so se želeli to območje podrediti. Leta 1240 je škof Egno sklenil zavezništvo z vojvodami Spanheimskimi, ki je vitezom iz Belšaka ponudil zaščito. Leta 1278 je grof Friderik Ortenburški kupil polovico gradu. Tudi preostali del gradu je kasneje prišel v last Ortenburžanov. Po izumrtju Ortenburžanov leta 1418 so grad Wizzenstein prevzeli Celjski grofje. Kdaj je bil grad uničen, ni znano.
Kelerberg je bil prvič omenjen kot Chellerberch leta 1251 in je pripadal grofom  Ortenburškim. Grad Kellerberg je bil uničen v potresu leta 1348, leta 1478 pa so ga opustošili Turki.
Ob oblikovanju občin na Koroškem v letih 1849/1850 sta bili Belšak in Kelerberg sprva samostojni občini. Kelerberg je bil leta 1865 vključen v Špatrjan, vendar je leta 1899 ponovno postal neodvisen. Kot del občinske strukturne reforme je bil 1. januarja 1973 Kelerberg na desni strani Drave združen z Belšakom na levi strani Drave v občino Weißenstein. 30. julija 2006 je dobilo pravico do uporabe imena » trg «.

## Prebivalstvo
V trškem naselju Belšak je 1. januarja 2001 živelo 3.107 ljudi. 96,7 % ali 3004 oseb je bilo avstrijskih državljanov, 103 osebe ali 3,3 % pa neavstrijcev. Največ v tujini rojenih je bilo iz držav nekdanje Jugoslavije (69 oseb ali 2,2 % vseh prebivalcev), ostali so vsi Nemci (34 oseb ali 1,1 %).  52 % prebivalcev Belšaka je katoličanov , 41 % protestantov , 0,8 % muslimanov in 4,5 % je brez verskega prepričanja.

## Kulturnozgodovinske znamenitosti
- Farna cerkev Sv. Lenarta v Belšaku  ((prvič omenjena v dokumentih leta 1149 [6])
- Podružnična cerkev Sv. Gotarda v Lansachu (prvič omenjena v dokumentih leta 1487)
- Farna cerkev Sv. Urha v Kelerbergu (prvič omenjena v listinah 1309)
- Podružnična cerkev Sv. Lamberta v Toplicah (prvič omenjena v dokumentih 1428)
- Evangeličanska cerkev Bukovje (zgrajena 1783)
- Grad Kellerberg je eden od treh gradov na Koroškem, katerega arhitekturni slog zaznamujejo okrogli vogalni stolpi, ki so diagonalno postavljeni na masivni kubični zgradbi. V listinah se prvič omenja leta 1507..
- Od ruševin gradu Weißenstein je ohranjeno približno 70 m dolgo, močno razpadlo obzidje iz lomljenega kamenja, ki poteka v smeri sever-jug, in je široko med 10 in 30 m in visoko največ 90 cm.

## Osebnosti
- Leo Lukas (1908–1979), politik, lokalni svetnik Belšaka
- Johann Fruhmann (1928–1985), slikar
- Günther Steyrer (1931–1986), narečni pesnik, skladatelj, zborovodja AGV Weißenstein, ravnatelj osnovne šole Belšak 1973–1978
- Manfred Ebner (* 1953), politik
- Christian Jennes (* 1997), hokejist